# Stora Långtjärnen (Stora Kopparbergs socken, Dalarna)
Stora Långtjärnen är en sjö i Falu kommun i Dalarna och ingår i Dalälvens huvudavrinningsområde.